# Wilhelm II. (Gascogne)
Wilhelm II. von Gascogne (Gogelmus, Guillén) († wohl 996) war der zweite Sohn des Grafen Sancho Garcez aus der Familie der Herzöge der Gascogne. Er selbst wurde um 970 Graf, vielleicht auch Herzog der Gascogne.
Wilhelm Sanchez heiratete nach dem 14. Dezember 972 Urraca Infantin von Navarra, † 12. Juli 1041, Tochter des Königs García I. (III.) Sánchez und Witwe des Grafen Fernán González von Kastilien († 970).
Kinder von Wilhelm und Urraca waren:
- Bernhard Wilhelm (Bernardo Guillén), † 1009 nach dem 3. April, Graf
- Sancho Wilhelm (Sancho Guillén), 992 bezeugt, † 1032, 1009 Graf, um 1026 Herzog der Gascogne
- Sancha (Brisca), † vor 1018; ⚭ Anfang 1011, Wilhelm III. (V.) der Große, † 31. Januar 1030, 999 Herzog von Aquitanien und Graf von Poitou (Ramnulfiden)
- Gersende ⚭ II vor Juni 992, geschieden 996, Heinrich I. der Große (Henri I le Grand), * wohl 946, † 15. Oktober 1002, Graf von Nevers, 965/1002 Herzog von Niederburgund (Robertiner)

| Personendaten    | Personendaten                                 |
| ---------------- | --------------------------------------------- |
| NAME             | Wilhelm II.                                   |
| ALTERNATIVNAMEN  | Wilhelm II. von Gascogne; Wilhelm II. Sanchez |
| KURZBESCHREIBUNG | Graf der Gascogne                             |
| GEBURTSDATUM     | 10. Jahrhundert                               |
| STERBEDATUM      | um 996                                        |